# Fikcija
Fikcija (latinsko fictum, fingere - upodobiti, ustvariti, izmisliti si) je v širšem smislu vse, kar je izmišljeno in v resničnosti ne obstaja. V ožjem smislu pa se izraz fikcija nanaša ali na fikcijo kot tekst ali pa na fiktivne entitete. S področjem fikcije v ožjem smislu se ukvarjata filozofija in literarna teorija.
Nasproti fikciji je fakcija. V nasprotju s fikcijo se izključno ukvarja z dejanskimi dogodki, opisi, opazovanji itd. (npr. biografije, zgodovinski zapisi).

## Zametki in začetki teorije fikcije
Fikcije je tesno povezana s konceptom mimezis, ki se je razvil v klasični Grčiji v delih Platona,  predvsem pa v Aristotlovi Poetiki, kjer je koncept mimesisa igral bistveno vlogo. 
Pri Aristotelu najdemo opredelitev poezije kot nečesa podobnega današnji rabi besede fikcija, tj. nečesa, kar bi se lahko zgodilo. V knjigi Poetika Aristotel razlaga razliko med poezijo in zgodovino v tem, da zgodovinar opisuje, kar se je v resnici zgodilo, pesnik pa, kar bi se lahko bilo zgodilo.
Izraz fikcija se je uveljavil šele po 2. svetovni vojni.
Fikcijo oz. fiktivne osebe, kraje in dogodke najdemo tudi v gledaliških, filmskih ali glasbenih delih.

## Fikcija kot tekst
Fikcija kot tekst je izmišljen svet, sestavljen iz izmišljenih oseb, krajev in/ali dogodkov. Pojem fikcije ni identičen pojmu literature, čeprav za veliko literarnih del lahko rečemo, da so dela fikcije. John Searle to razliko razloži takole: "Ali je neko delo literatura, se morajo odločiti bralci. Ali je neko delo fikcija, pa avtor."

### Vrste literarnih fikcij
- Realistična fikcija:

Čeprav dogodki niso neresnični, bi se dejansko lahko zgodili. Nekatere dogodke, ljudi in prostor prepoznamo, ker imajo ustrezne zglede v realnosti. Avtor si prizadeva, da bi bralec dobil občutek, kot da bere nekaj, kar dejansko obstaja. Nekaj kar sicer ni realno, ampak je opisano na tako realističen način, da se bralec lahko vživi v stvarnost.
- Nerealistična fikcija:

Zgodba se z vsebino in dogodki ne bi mogla zgoditi v resničnem svetu, saj govori o nadnaravnem. Vključuje dejstva iz zgodovine človeštva in potrebo po tehnologiji, ki v stvarnosti ne obstaja. Na primer časovni stroj ipd.
- Polrealistična fikcija:

Fikcija, pri kateri se pojavlja veliko elementov realnosti. Tudi če avtor trdi, da je zgodba resnična, lahko pride do razlik v primerjavi z resnično zgodbo, vendar z namenom, da bi bila zgodba bolj primerna za pripovedovanje.

## Fiktivne entitete
Fiktivne entitete so predmeti (piskrček Mojce Pokrajculje), kraji (Tolkienova dežela Mordor, 9. dežela), bitja (Prešernova Bogomila), stanja, lastnosti (zmožnost čarovnic, da letijo), dogodki in okoliščine, ki nastopajo v fikcijskih besedilih. Fiktiven je tudi subjekt besedila – fiktivni pripovedovalec, ki v pripovedi sploh ne nastopa ali pa je samo junak (Novela o sokolu)
in fiktiven je lirski subjekt, ki ga ne smemo mešati z resničnim avtorjem besedila. Na primer pesmi vložnice, Prešernova Nezakonska mati.
Fiktivne elemente lahko vsebujejo vsa literarna dela. Tako jo beremo v romanu, noveli, kratki zgodbi, pravljici, drami, poeziji itd.
Nekateri od elementov niso fiktivni, čeprav nastopajo besedilih fikcije. Tako na primer Vrhnika v romanu Na klancu Ivana Cankarja ni fiktivna in Napoleon v Pasji grofici Bogdana Novaka ni fiktiven.

### Filozofija in fiktivne entitete
Na kakšen način te entitete obstajajo? Filozofi, ki se ukvarjajo s fiktivnimi entitetami, kot sta Županova Micka in Martin Krpan, se strinjajo v tem, da je vsem fiktivnem entitetam skupen nekakšen neobstoj. Nimajo obstoja, kot ga imajo običajni fizični objekti.

#### Meinongova predmetnostna teorija
Ena od teorij, ki se ukvarja z obstojem fiktivnih entitet, je predmetnostna teorija Alexiusa Meinonga. Ta temelji na intencionalnosti, torej na tem, da je vsako miselno dejanje usmerjeno na nek predmet. Predmet je zanj, na kar lahko mislimo.
Zagovarja, da je mogoče misliti na nekaj, na primer na Jakoba Rudo, čeprav ta ne obstaja. In če se lahko na takšne stvari nanašamo, morajo imeti nekakšen obstoj. Meinong tako razlikuje med bitjo predmeta (ta je lahko predmet naših misli) in med eksistenco predmeta (to imajo dejanski predmeti). Meinong takšne predmete, ki imajo bit, ne pa eksistence, imenuje brezdomne. Zanj je eksistenca le ena od lastnosti predmeta ( kakor barva, teža, širina, oblika, ...). Predmet ima lahko neko lastnost, ne da bi obstajal.
Tudi predmet, ki ima hkratni lastnosti okroglost in kvadratnost, tj. okrogel kvadrat ali kvadratast krog, je v meinongovski teoriji predmet. 

#### Zgodovinskost fiktivnih entitet
Amie Thomasson razlaga fiktivne entitete kot odvisne. Odvisne so od jezika, ki jih je ustvaril, in odvisne so od knjig, ki jih ohranjajo v eksistenci. Iz tega po njeno sledi, da so fiktivne entitete zgodovinske in imajo tako podoben status kot zakoni, teorije in literarna dela. 

## Kvazirealnost
Roman Ingarden zagovarja tezo, da je realnost, ki jo predstavlja besedna umetnost, nekaj drugega kot pa stvarnost, v kateri živimo in jo čutimo kot neposredno resničnost. Realnost v literarnih delih je zgolj kvazirealnost se pravi resničnost, ki je na videz podobna pravi stvarnosti, dejansko pa je samo fiktivna, česar se ves čas zavedamo. Iz nje zato ne vodi pot k resnici o stvarnosti; namesto tega jo moramo jemati kot nekaj avtonomnega, samostojnega in sebi zadostnega.

## Kvazisodbe
Ingarden je poleg kvazirealnosti uvedel še pojem kvazisodbe. To so sodbe,  ki so resnične a le v okviru fikcijskega sveta, ki ga vzpostavlja besedilo.

## Searle in fikcijska pogodba
John Searle trdi, da se avtor fikcijskega dela zgolj pretvarja, da govori o rečeh, ki jih pozna. Umberto Eco  to Searlovo trditev razlaga kot fikcijsko pogodbo med bralci in avtorjem. Eco pravi, da bralec molče sprejme fikcijsko pogodbo z avtorjem dela fikcije. To pomeni, da mora bralec vedeti, da je to, kar se mu pripoveduje, domišljijska zgodba, ne da bi zato mislil, da avtor pripoveduje laži.

## Pojem »možnega sveta«
Literarni tekst ustvarja enega od možnih svetov, ki se ravna po nekih svojih notranjih načelih. Sam v sebi je ta svet skladen, čeprav ni v skladu z zunanjim svetom ali s prevladujočimi literarnimi smermi.

## Žanrska fikcija
Fantastični roman: Feri Lainšček, Andrej Blatnik, Branko Gradišnik. Antiutopični roman: Berta Bojetu. Pravljični roman:  Samo Simčič, Jana Stržinar.  Kriminalka:  Igor Karlovšek, Janja Vidmar, Maja Novak. Kratka proza:Drago Jančar, Milan Kleč, Branko Gradišnik.

## Fikcijski diskurz in diskurz o fikciji
Fikcijski diskurz oz. fikcija kot tekst ni isto kot diskurz o fikciji. Pod pojem diksurz o fikciji spadajo filozofska in literarnoteoretska dela, ki se ukvarjajo s problemom fikcije.